# Uintasorex
Uintasorex és un gènere extint de primats de la família dels microsiòpids que visqueren a Nord-amèrica durant l'Eocè, fa entre 37 i 55,8 milions d'anys. Se n'han trobat restes fòssils a la província canadenca de Saskatchewan i l'oest dels Estats Units. Es troben entre els plesiadapiformes més petits coneguts, amb un pes de 60 g o menys. El nom genèric Uintasorex significa ‘musaranya del Uinta’ i reflecteix el fet que en un primer moment fou classificat com una musaranya. El gènere conté dues espècies descrites i una tercera encara per descriure.